# Deep Purple (album)
Deep Purple je třetí studiové album anglické skupiny Deep Purple. Je to poslední deska první sestavy. V americkém žebříčku se propadlo na 162. místo. Poté Evans a Simper opustili kapelu. Album tak logicky a nejen z časového hlediska uzavírá etapu kapely let šedesátých a otvírá dveře k jejímu charakteristickému hardrocku. Původní americké vydání je vzácné, protože nahrávací společnost Tetragrammaton v době vydávání alba zkrachovala.
Třetí řadové album Deep Purple stojí na pomezí přerodu skupiny z rockové v heavymetalovou kapelu. První náznaky nástupu nového stylu jsou patrné v písních „The Painter“, „Why Didn’t Rosemary?“ a především ve skladbě „Bird Has Blown“, která patří k vrcholům vokálního projevu Roda Evanse během jeho působení ve skupině. Zároveň se zde projevují Lordovy tenze ke klasičtějším tvarům a modernímu jazzu, ať už se jedná o závěrečnou orchestrální suitu „April“, nebo o varhanní vložku v předělávce Donovanovy písně „Lalena“. Ačkoli se na první pohled může zdát spojení art rocku, heavy metalu, jazzových prvků a vážné hudby jako dysfunkční, působí tato kombinace na této desce velmi přirozeně a soudržně a na rozdíl od pozdější tvrdší tvorby se textům daří udržovat si svoji hloubku, což celé album řadí mezi skvosty rockových nahrávek všech dob. Ve své době mu však nepřálo štěstí; krátce po jeho vydání zkrachovalo americké vydavatelství Tetragrammaton Records.

## Seznam skladeb
| LP strana 1 | LP strana 1     | LP strana 1                    | LP strana 1 |
| Pořadí      | Název           | Autor                          | Délka       |
| ----------- | --------------- | ------------------------------ | ----------- |
| 1.          | Chasing Shadows | Lord, Paice                    | 5:34        |
| 2.          | Blind           | Lord                           | 5:26        |
| 3.          | Lalena          | Donovan                        | 5:05        |
| 4.          | Fault Line      | Blackmore, Lord, Paice, Simper | 1:46        |
| 5.          | The Painter     | Blackmore, Evans, Lord, Paice  | 3:51        |

| LP strana 2 | LP strana 2          | LP strana 2                           | LP strana 2 |
| Pořadí      | Název                | Autor                                 | Délka       |
| ----------- | -------------------- | ------------------------------------- | ----------- |
| 6.          | Why Didn’t Rosemary? | Blackmore, Evans, Lord, Paice, Simper | 5:04        |
| 7.          | Bird Has Flown       | Blackmore, Evans, Lord                | 5:36        |
| 8.          | April                | Blackmore, Lord                       | 12:10       |

| Bonusové skladby na znovuvydaném CD | Bonusové skladby na znovuvydaném CD    | Bonusové skladby na znovuvydaném CD   | Bonusové skladby na znovuvydaném CD |
| Pořadí                              | Název                                  | Autor                                 | Délka                               |
| ----------------------------------- | -------------------------------------- | ------------------------------------- | ----------------------------------- |
| 9.                                  | The Bird Has Flown (alternate version) | Blackmore, Evans, Lord                | 2:54                                |
| 10.                                 | Emmaretta (singl)                      | Blackmore, Evans, Lord                | 3:00                                |
| 11.                                 | Emmaretta (BBC Top Gear Session)       | Blackmore, Evans, Lord                | 3:09                                |
| 12.                                 | Lalena (BBC Top Gear Session)          | Leitch                                | 3:33                                |
| 13.                                 | The Painter (BBC Top Gear Session)     | Evans, Blackmore, Simper, Lord, Paice | 2:18                                |

## Obsazení
- Ritchie Blackmore – kytara
- Rod Evans – zpěv
- Nick Simper – baskytara, zpěv
- Jon Lord – klávesy, zpěv
- Ian Paice – bicí